# Máquina de contar dinero

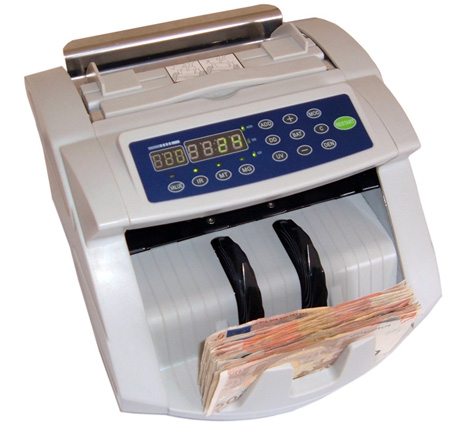
Máquina electrónica contadora de billetes.

Una máquina de contar dinero es una máquina cuya finalidad es contabilizar el dinero en efectivo, ya sea papel moneda en forma de billetes o monedas. Hay tres clases de máquinas para el conteo o revisión de dinero físico: contadoras de billetes, contadoras de monedas y detectores de billetes falsos. Pueden ser puramente mecánicas o utilizar componentes electrónicos. Las máquinas proporcionan un recuento total del dinero o cuentan lotes específicos para envolver y almacenar. Este sistema puede ser operado por empleados en bancos, o viene integrado a máquinas expendedoras automáticas.
En algunos cajeros automáticos modernos, esta tecnología permite realizar depósitos en efectivo sin sobres, ya que pueden identificar qué billetes se han introducido y cuántos. El usuario tiene la capacidad de revisar que el conteo automático de la cantidad y tipo de billetes insertados esté correcto antes de completar el depósito.

## Historia
De La Rue comercializaba su primera máquina de contar billetes en 1957. Kokuei estaba fabricando un contador de monedas en Japón en 1952. Estas empresas continuaron fabricando una amplia variedad de equipos de administración de efectivo; en 1971, el nombre de la empresa Kokuei se cambió a Glory. En 2008, De La Rue Cash Systems pasó a llamarse Talaris. En 2013 Glory adquirió Talaris. En la actualidad, existen varios fabricantes de contadores y organizadores de monedas y billetes, así como otros dispositivos para facilitar la administración de efectivo.[cita requerida]

## Funciones

### Contadores de billetes

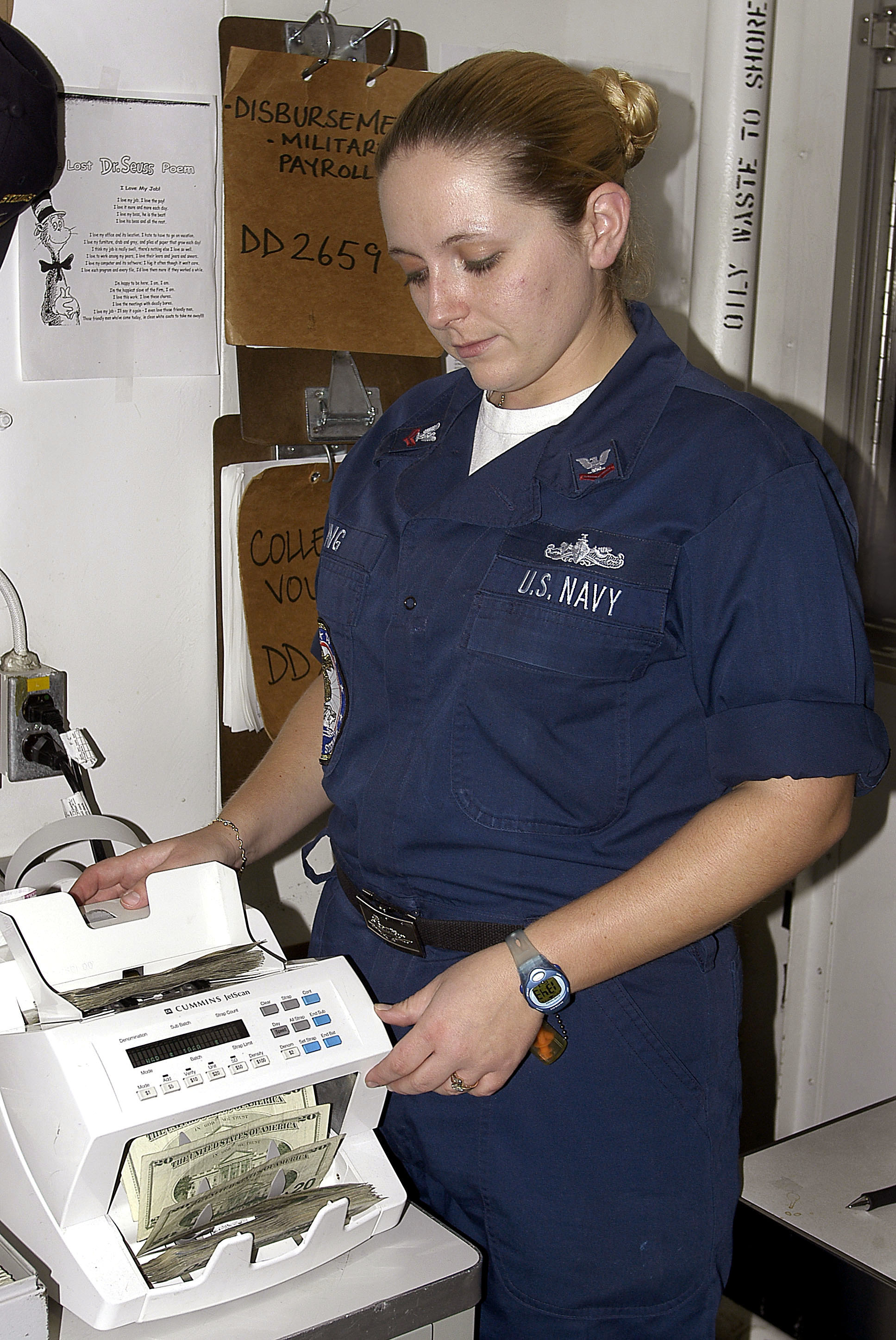
Trabajadora de desembolsos de la Armada de los EE. UU. usando un Cummins Allison JetScan para contar billetes de veinte dólares estadounidenses.

Los contadores de billetes básicos proporcionan un recuento total de los billetes suministrados. Los más avanzados pueden identificar diferentes denominaciones de billetes para proporcionar un valor monetario total del conjunto de billetes, incluidos los que están al revés. Las contadoras de billetes de banco están disponibles en muchas versiones. La variedad de estos dispositivos va desde máquinas simples para el conteo de billetes de banco preclasificados hasta las contadoras-valorizadoras para el conteo y la valorización de billetes mezclados. Los sistemas de detección de falsificaciones son integrados y ya pertenecen desde mucho tiempo atrás a los accesorios normalizados. 
La aplicación de un contador de billetes es capaz de hacer el contacto diario con el dinero en efectivo mucho más fácil. Así, este contribuye a una facilitación del trabajo explícita. Al lado de procesos de conteo puros. Los billetes de banco también pueden ser contados en paquetes, clasificados y añadidos con velocidades de hasta 1800 billetes por minuto. A base de materiales de alta calidad, las máquinas para contar billetes son iguales a cargas fuertes a largo plazo.
Otras funciones del dispositivo incluyen conteo del número de piezas de billetes, funciones de adición para la acumulación de varios resultados de conteo, funciones para la detección de billetes falsos (ultravioleta, magnetismo, infrarrojo, luz negra, hilo de seguridad magnético, tintas magnéticas, etc.), conteo y valorización de billetes mixtos para el conteo de valor, funciones detectoras de billetes dobles, pegados o de calidad mala, etc. Con lo mismo, las contadoras billetes pertenecen al tipo de los dispositivos multioperacionales y se hacen indispensables para la vida diaria del tratamiento del efectivo

### Contadores y organizadores de monedas
Un contador de monedas puede referirse a un dispositivo que organiza y cuenta monedas al mismo tiempo o que únicamente cuente monedas. Un organizador clasifica una conjunto aleatorio de monedas en contenedores o tubos separados según su valor; suelen ser específicos para un tipo de divisa. Aunque por lo general los organizadores no tienen función de contar, algunos de ellos cuentan con una pantalla que muestra el número o el valor de las monedas que han pasado por la máquina.

### Contadores mixtos
Las máquinas contadoras que pueden contar billetes y monedas sin tener que procesarlas individualmente, se desarrollaron en Gran Bretaña en 1980 y se utilizan ampliamente en bancos, minoristas y puntos de venta de alimentos del mundo. Son más rápidos y versátiles que los equipos tradicionales de solo billetes, pero no pueden detectar falsificaciones.

## Detectores de billetes falsos
Hay detectores de billetes falsos que tienen que pasar pruebas por el Banco Central Europeo para ofrecer una máxima fiabilidad y seguridad al usuario. Solo si el Banco Central como un instituto independiente da testimonio un 100 % reconocimiento de billetes falsos a un detector monetario, el producto garantiza la protección contra billetes falsos.
Cada uno, que usa detectores de billetes para comprobar billetes de banco directamente en el punto de aceptación, tiene que confiar en el dispositivo. Para asegurar un estándar de alta calidad de detectores de billetes, el Banco Central ofrece pruebas a los fabricantes de tales dispositivos para conseguir una auditoría profesional. Por eso, hay detectores electrónicos que fueron certificados por el Banco Central Europeo. Así, un grado máximo de la seguridad es garantizado a los clientes.

### Técnicas de detección de billetes falsos
Existen numerosos tipos de técnicas para detectar billetes falsos:
- Detección por luz ultravioleta (UV) Los billetes contienen tinta ultravioleta que puede detectarse mediante fósforos fluorescentes a una longitud de onda de 365 nanómetros. Existen detectores especializados en detectar la tinta ultravioleta.
- Detección magnética: Los billetes actuales están escritos con tinta ferromagnética. Los detectores identifican los billetes cuando no tiene esa tinta o los elementos escritos con tinta no están en su posición original.
- Detección infrarroja: Los billetes originales son difíciles de falsificar por la forma en la que se comportan y se relacionan los colores y la luz. Un detector de billetes falsos con luz infrarroja aprovecha estas características para comprobar su comportamiento y detectar si es falso o no en función de cómo absorbe, refleja, etc.
- Detección por hilo metálico de seguridad: Similar a la detección magnética, los billetes están hechos con fibras que se pueden detectar por medio de unos imanes.
- Marcas de agua: Una de las características más conocidas que tienen los billetes originales son las marcas de agua. Muchas de ellas se pueden identificar sin un detector de billetes. Sin embargo, hay otras que requieren de un detector de billetes falsos.
- Hologramas: Los hologramas son las bandas plateadas que aparecen en las esquinas de los billetes actuales. Las bandas holográficas son difíciles de falsificar, por lo que con un detector de billetes se puede comprobar la autenticidad del billete.
- Tamaño y espesor de los billetes: Las medidas de los billetes son específicas. Hay detectores de billetes que analizan de forma muy precisa estas características, teniendo en cuenta el largo, ancho y grosor.

### Señales de seguridad modernas de los billetes de euros
- Detección de la señal magnética: los billetes de euros actuales están equipados con áreas magnéticas, que pueden ser comprobadas por sensores apropiados.
- Detección de la señal infrarroja: uno de los métodos de detección más seguros es el descubrimiento infrarrojo. Los sensores infrarrojos exploran la superficie de billetes de banco y comprueban la existencia así como las características de las señales infrarrojas.
- Detección del código magnético: la señal más segura de los billetes de euros corrientes es el llamado código magnético. Se encuentra en el hilo metálico a la mitad de cualquier billete de banco. Este código asemeja a un código Morse y permite tanto comprobar billetes de banco como descubrir su valor (p. ej. 5 euros).